# Pelomyia delicata
Pelomyia delicata är en tvåvingeart som först beskrevs av Foster och Wayne N. Mathis 2003.  Pelomyia delicata ingår i släktet Pelomyia och familjen Canacidae. Inga underarter finns listade i Catalogue of Life.